# شمس‌الرحمان
شمس‌الرحمان (انگلیسی: Shamsur Rahman؛ زادهٔ ۵ ژوئن ۱۹۸۸) بازیکن کریکت اهل بنگلادش است.